# Provinciale weg 286
De provinciale weg 286 (N286) is een provinciale weg die door de provincies Noord-Brabant en Zeeland loopt en verbindt Stavenisse met Halsteren. De N286 vormt de belangrijkste ontsluitingsweg van het eiland Tholen en is bijna 23 kilometer lang.
De weg is tussen Stavenisse en Sint-Maartensdijk uitgevoerd als tweestrooks-erftoegangsweg met een maximumsnelheid van 60 km/h. Het gedeelte tussen Sint-Maartensdijk en de aansluiting op de A4 bij Halsteren is uitgevoerd als tweestrooks-gebiedsontsluitingsweg met een maximumsnelheid van 80 km/h. Op dit gedeelte is inhalen niet toegestaan.
Voorheen was het gedeelte over de Tholense brug (tussen Halsteren en de kruising bij het Steenenkruis) uitgevoerd als autoweg. De maximumsnelheid van 100 km/h werd echter te hoog geacht op de steeds drukker wordende Tholense brug, waarna de maximumsnelheid op dit hele gedeelte is teruggebracht naar 80 km/h.
De N286 liep vroeger door de bebouwde kom van Poortvliet. Onder andere vanwege het zware (landbouw)verkeer is besloten een rondweg om Poortvliet aan te leggen.
Op de rondweg van Poortvliet zijn tractorpasseerstroken aangelegd. Dat zijn korte verbrede "vluchtstroken", waarop een tractor tijdelijk uit kan wijken, om het verkeer dat achter de tractor opgehouden wordt te laten passeren.
Tussen Sint-Maartensdijk en Stavenisse bevindt zich langs de weg de hoeve Reijgersburg, een 18e-eeuwse hoeve die opvalt door haar ovale ramen. De hoeve is omgeven door een gracht. Verder in de richting van Stavenisse ligt een monument voor de Watersnood van 1953, met de naam "Het Zeemonster".
In de gemeente Tholen heet de weg achtereenvolgens Poststraat, Stavenisseweg, Provinciale weg, Poortvlietsedijk en (Nieuwe) Postweg. In de gemeente Bergen op Zoom heet de weg De Eendrachtweg, vernoemd naar het voormalige water tussen Noord-Brabant en het eiland Tholen, de Eendracht.
N62 · N69 · N251 · N252 · N253 · N254 · N255 · N256/A256 · N257 · N258 · N260 · N261 · N262 · N263 · N264 · N266 · N267 · N268 · N269 · N270/A270 · N271 · N272 · N273 · N274 · N275 · N276 · N277 · N278 · N279 · N280 · N281 · N282 · N283 · N284 · N285 · N286 · N287 · N288 · N289 · N290 · N291 · N292 · N293 · N294 · N295 · N296 · N296n · N297 · N298 · N300 · N321 · N322 · N324 · N329 · N389 · N394 · N395 · N396 · N397

N556 · N562 · N564 · N570 · N572 · N590 · N595 · N598 · N601 · N602 · N605 · N607 · N612 · N613 · N615 · N616 · N617 · N618 · N620 · N622 · N625 · N629 · N631 · N632 · N637 · N638 · N639 · N640 · N641 · N651 · N652 · N653 · N654 · N655 · N656 · N658 · N659 · N660 · N661 · N662 · N663 · N664 · N665 · N666 · N667 · N668 · N669 · N670 · N671 · N673 · N674 · N675 · N676 · N682 · N683 · N686 · N689 · N690 · N831 · N843

Voormalige provinciale wegen: N299 · N551 · N552 · N553 · N554 · N555 · N560 · N561 · N563 · N565 · N566 · N567 · N568 · N571 · N574 · N580 · N581 · N582 · N583 · N584 · N585 · N586 · N587 · N588 · N589 · N591 · N592 · N593 · N594 · N596 · N597 · N603 · N604 · N606 · N608 · N610 · N611 · N614 · N619 · N621 · N623 · N624 · N626 · N628 · N630 · N634 · N642 · N657